# Раб, що пробуджується
«Раб, що пробуджується» (італ. Schiavo che si ridesta; також «Раб із перехрещеними ногами» (англ. "Crossed-leg" slave); «Невільник, що пробуджується», «Полонений, що пробуджується», «В'язень, що пробуджується») — мармурова скульптура італійського скульптора та художника Мікеланджело, датована приблизно 1525—1530 роками, зберігається в Галереї Академії у Флоренції, Італія. Це частина серії «non-finiti» «рабів» («в'язнів», «полонених») для гробниці Юлія II.

## Історія

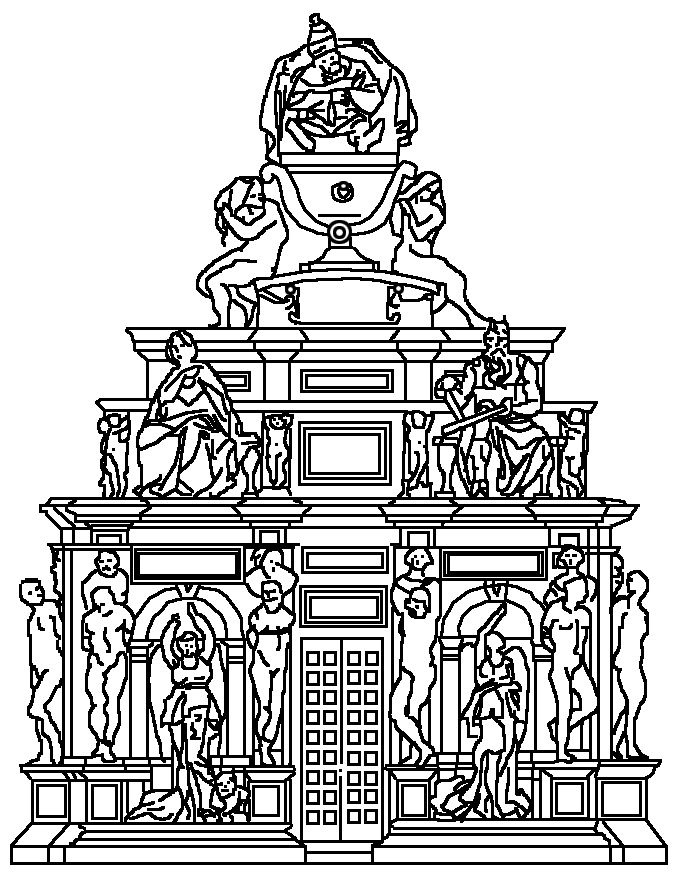
Реконструкція первинного проєкту гробниці (1505 рік)

Ще у першому проєкті гробниці Юлія II (1505) у нижньому регістрі мавзолею мала бути серія «в'язнів» (італ. prigioni), тобто серія більших за натуральну величину скутих фігур у різних позах, фактично ув'язнених, які спиралися б на пілястри, що мали обрамляти ніші, які містили б статуї «крилатої богині Вікторії». Спочатку їх мало бути шістнадцять або двадцять, їхня кількість поступово зменшувалися в наступних проєктах до дванадцяти (другий проєкт, 1513), восьми (третій проєкт, 1516) і, нарешті, можливо, лише чотирьох (можливо, з четвертого чи п'ятого проєкту, 1526 і 1532), щоб повністю виключити їх у остаточному проєкті 1542 року.
За Гарттом поза цієї статуї може прослідкуватися ще до проєкту гробниці Юлія II 1505 року — другий раб справа. Гартт також прослідкував еволюцію від задумки проєкту 1505 року до виконання — Мікеланджело змусив фігуру у мармурі «звиватися й вигинатися у спосіб, абсолютно невідповідний початковій концепції, піднявши схрещену ногу й опустивши праву руку так, що вся вага лягла на піднятий лівий лікоть і передається через тіло безпосередньо до лівої ноги».

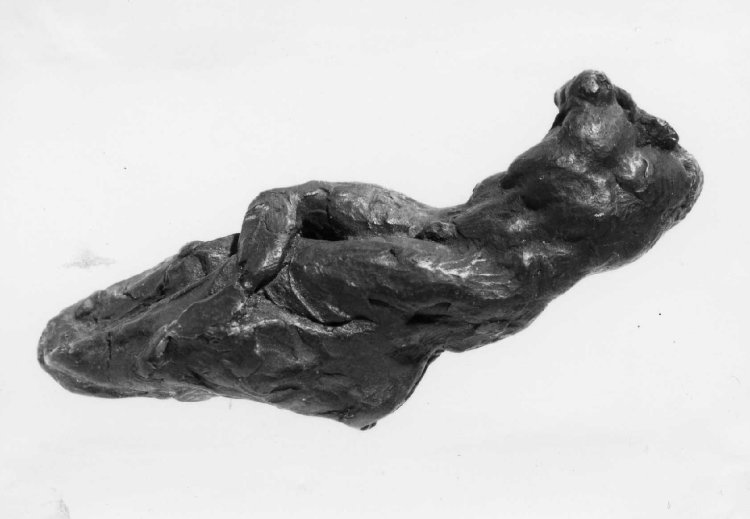
Модель (Британський музей, Лондон)

Гартт вважав, що модель Мікеланджело у Британському музеї могла бути для статуї цього раба, але її також ідентифіковують як модель для «Річкового бога» для капели Медічі.
«Флорентійські в'язні» («Молодий раб», «Бородатий раб», «Атлант», «Раб, що пробуджується»), можливо, були створені в другій половині 1520-х років, коли майстер був зайнятий у Сан-Лоренцо у Флоренції (але історики запропонували датування в діапазоні від 1519 до 1534 років). Відомо, що вони ще перебували в майстерні скульптора на віа Моцца (італ. via Mozza) в 1544 році, коли племінник Мікеланджело, Леонардо Буонарроті, попросив дозволу продати їх (Мікеланджело не відвідував Флоренцію після 1534 року). У дозволі було відмовлено, і лише в 1564 році вони були подаровані, разом з «Генієм перемоги», великому князю Козімо I, який до 1591 року розмістив їх у чотирьох кутах грото дель Буонталенті, виконуючи «декоративну функцію».
Звідти їх забрали 1908 року, щоб долучити їх до корпусу творів Мікеланджело, який формувався у Галереї Академії.

## Опис і стиль

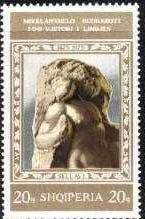
Марка Албанії до 500-річчя Мікеланджело на 20 кіндарок (1975)

«Раб, що пробуджується» є найбільш відомою роботою із серії, зображуючи могутню фігуру, що проявляється із мармуру. Обличчя ледве помітне, грубе в рисах, тоді як торс більш закінчений, з контуром рук і ніг, зокрема правої, зігнутої під кутом. Існує відповідність між положенням правої ноги і руки з того ж боку, що привносить ритм у рух. Отримана композиція є напружена та динамічна, найбільше співзвучна з відчуттям зусиль та муки.
Уся поверхня зберігає багато слідів різних різців і скребків, використаних на скульптурі. Уздовж його стегон є вправлений перелом, причина якого невідома.
Саме незавершений стан є джерелом надзвичайної енергії (уже поміченої Боккі (італ. Bocchi) в 1591 році), яка захоплює фігуру в своєрідному первинному акті звільнення з в'язниці грубого каменю — епічної боротьби з хаосом. Іконологічне значення фігур, ймовірно, було пов'язане з мотивом «полонених» у римському мистецтві, фактично Вазарі ідентифікував їх як уособлення провінцій, «які підкорив папа і зробив їх підлеглими апостольській церкві»; для Кондіві вони символізували б «Мистецтво», яке стало «в'язнем» після смерті папи. Пропонувалися й інші трактування філософсько-символічного характеру або пов'язані з особистим життям митця та його «муками».

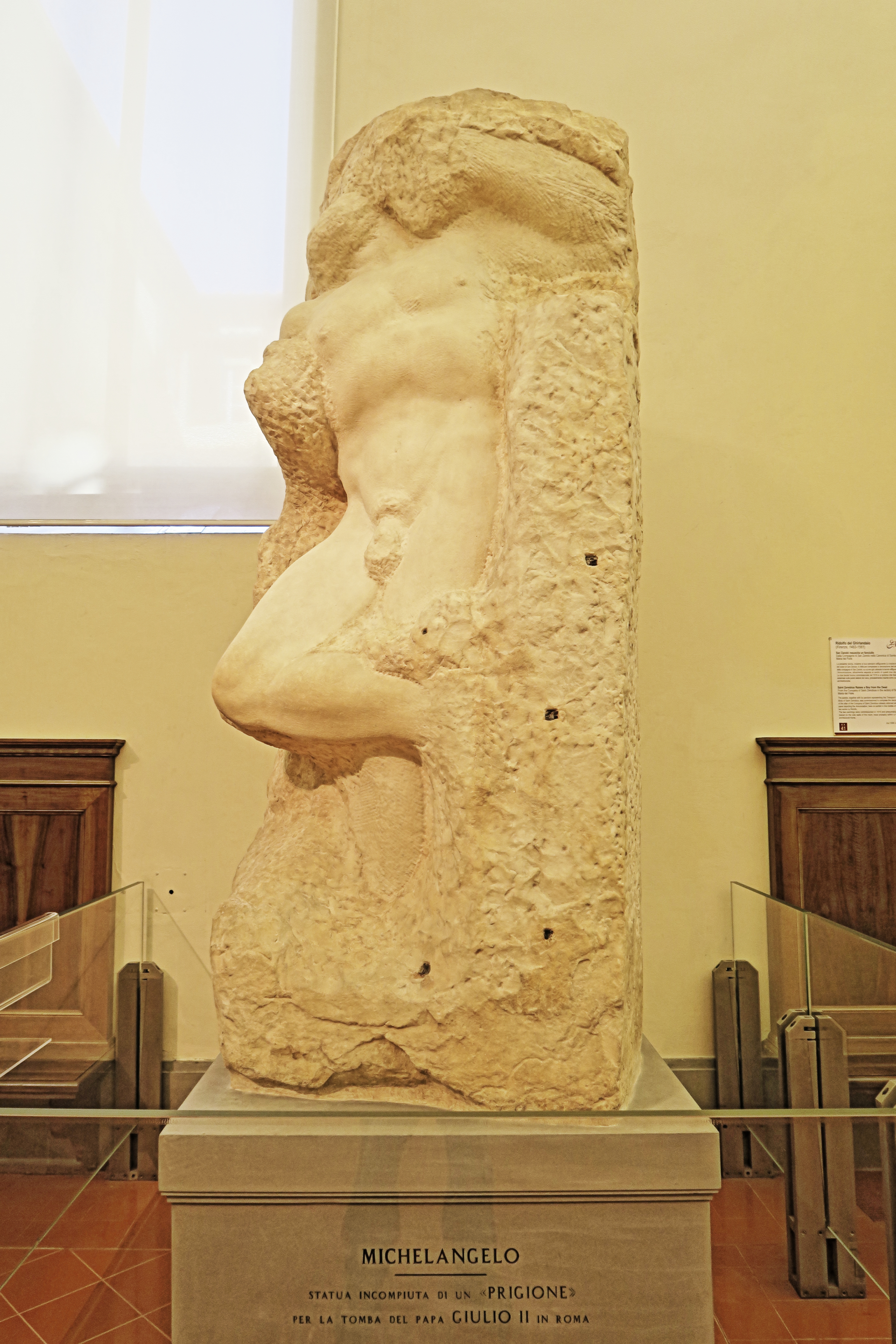
«Раб, що пробуджується». Кут руки та ноги
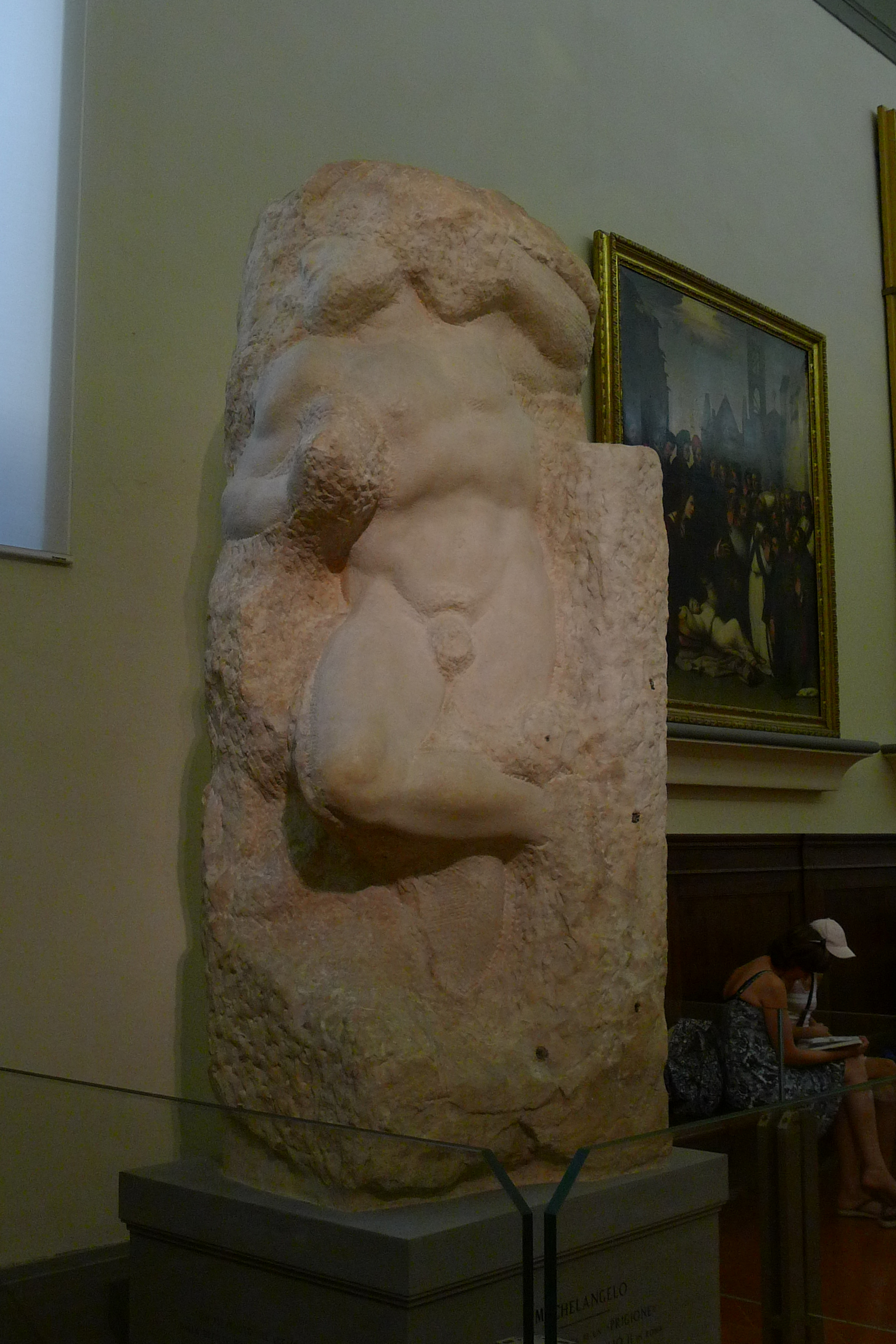
«Раб, що пробуджується». Видно обидві руки
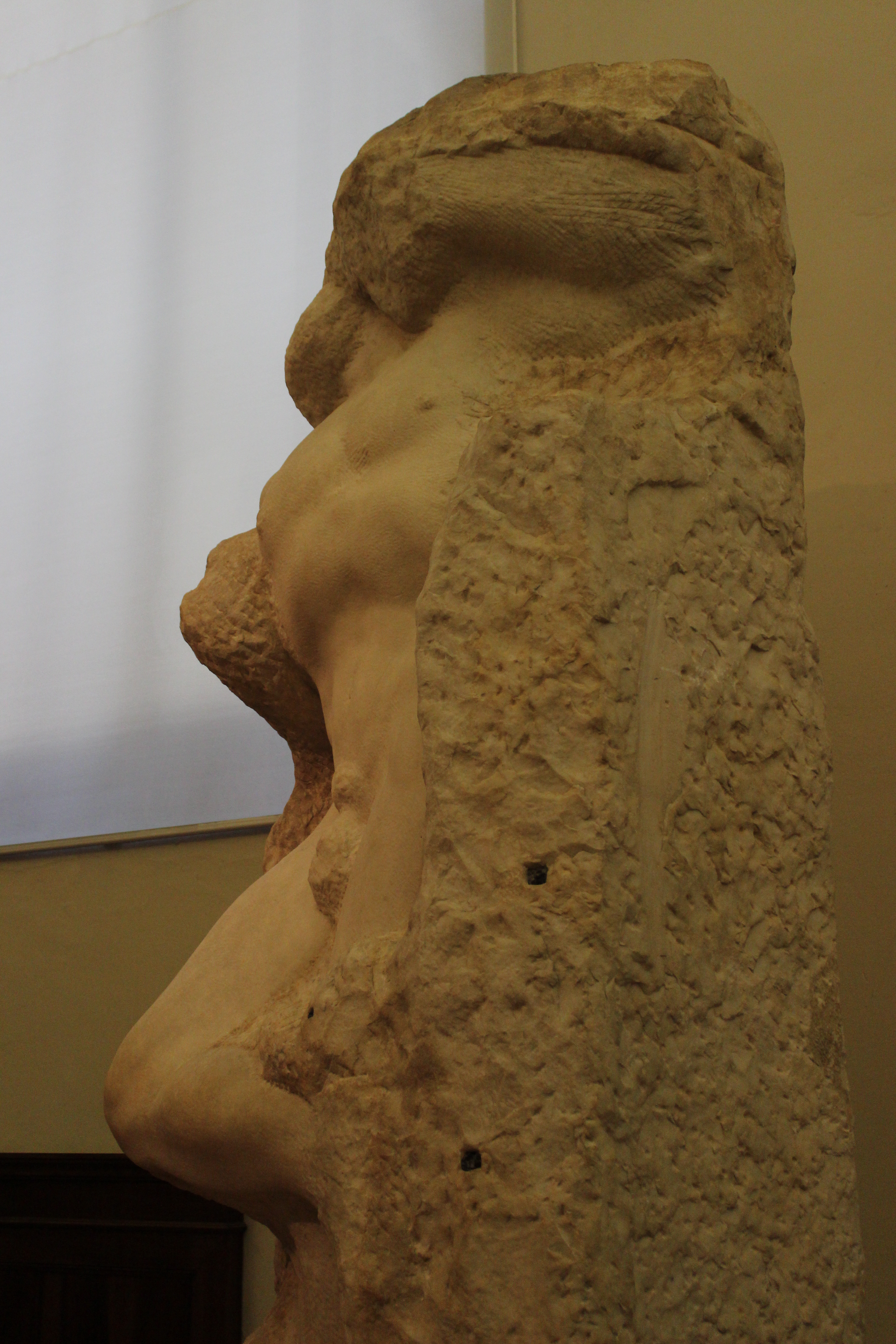
«Раб, що пробуджується». Вид збоку

## Виноски
1. 1 2 3 4  Hartt, 1969.
2. 1 2 3  Вазарі, 1970.
3. ↑  Hartt, 1969, с. 256—257: «(…) he[Michelangelo] made it writhe and twist in a manner completely alien to the original conception, lifting the crossed foot, and lowering the right arm so that the entire weight comes to bear on the upraised left elbow, and it is transmitted through the body to the unaided left foot»